# Jiffy (motor)

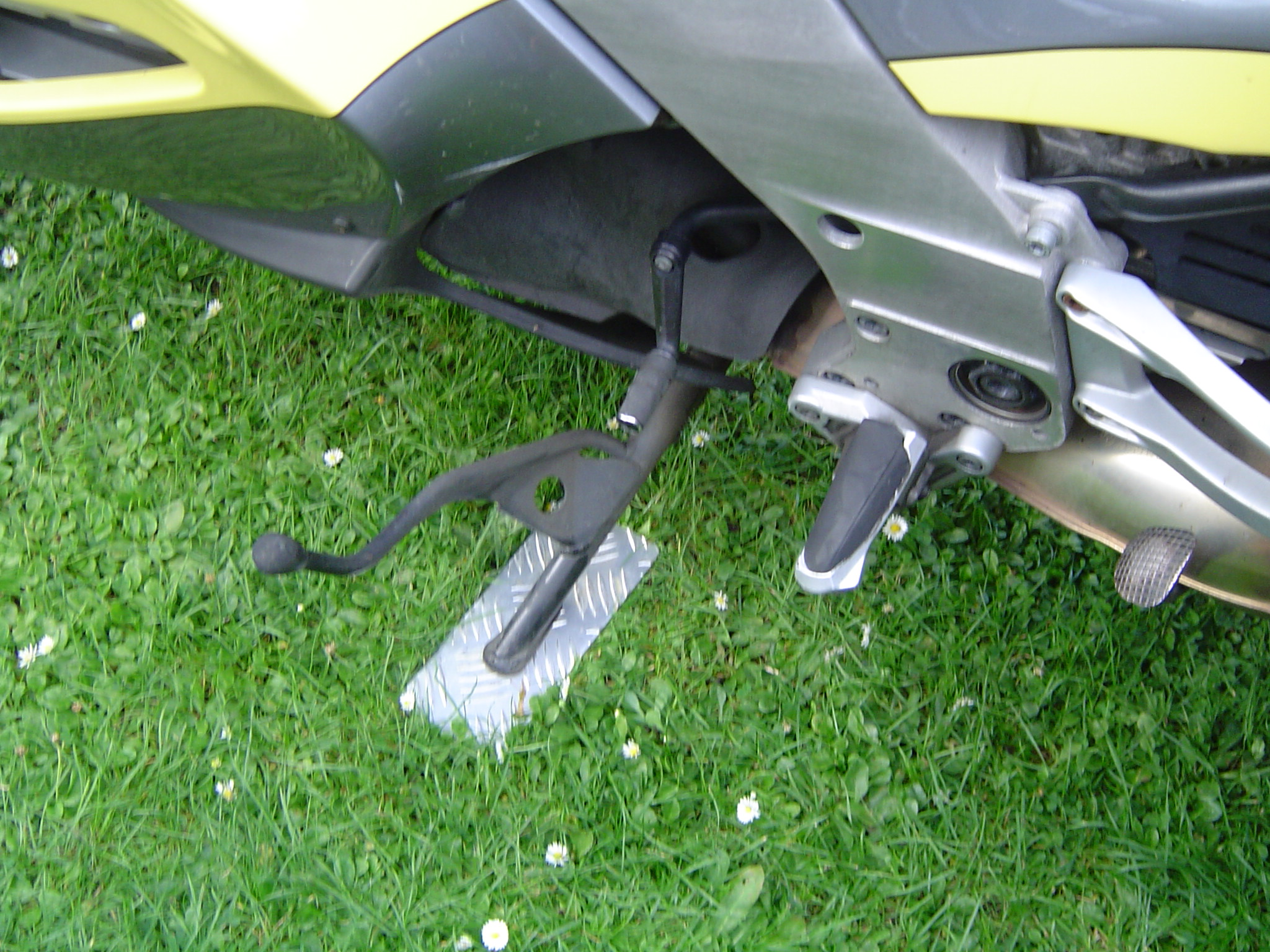
Jiffy met zelf gemaakt jiffyplankje

De Jiffy (of jiffystand) is een zijstandaard voor motorfietsen.
Hij wordt zo genoemd omdat hij snel ("in a jiff") te gebruiken is, in tegenstelling tot de middenbok. Omdat het wegrijden met een uitgeklapte jiffy gevaarlijk is, is deze tegenwoordig voorzien van een beveiliging. Vaak klapt de jiffy door veren automatisch in als de motorfiets rechtop wordt gezet. Er zijn nog meer beveiligingssystemen:
- de koppeling kan niet ingeknepen worden met uitgeklapte jiffy
- de motor start niet of slaat af als de jiffy met ingeschakelde versnelling is uitgeklapt (zie startbeveiliging)
- een "sleeprubbertje" onder de jiffy trekt deze weg als hij de weg raakt.

## Jiffyplankje
Nadeel van het gebruik van de jiffy is dat deze nogal gemakkelijk weg zakt in zachte ondergrond. Daarom wordt vaak een jiffyplankje gebruikt dat onder de jiffy wordt geplaatst. Dit dient als "oppervlaktevergroting", zodat het gewicht beter wordt verdeeld. Jiffyplankjes zijn te koop, maar worden meestal zelf gemaakt of geïmproviseerd. 